# Фора
Фора (итал. fora — вперёд), гандикап — начальное преимущество, намеренно предоставляемое более слабому сопернику в каком-либо соревновании, чтобы уравнять его шансы на победу с более сильным.

## Основные сведения
Форма, в которой предоставляется фора, естественно, зависит от характера соревнования. Там, где результаты измеряются в натуральных единицах, фора может предоставляться в них же (в секундах, метрах, килограммах и так далее). В иных случаях фора может заключаться в таком изменении начальных условий состязания, при которых одной из сторон окажется труднее добиться победы. Например, в конном спорте, помимо очевидных способов предоставления гандикапа — форы по времени, применяется следующий: на бесспорного лидера навешивается определённый дополнительный груз.
В настольных логических играх применение форы практикуется, когда нужно уравнять возможности игроков, заведомо различающихся по уровню. При этом достигается одновременно две цели: слабый игрок получает возможность игры с надеждой на выигрыш, а сильный — возможность проявить свои способности в полной мере, нейтрализуя преимущество противника, полученное за счёт форы.

## Фора в шахматах и шашках
В шахматах и шашках фора предоставляется в виде одной или нескольких фигур (шашек), которые снимаются с доски у сильного противника перед началом партии.

Может предоставляться фора по времени. В шахматах применяется фора в виде дополнительных ходов перед началом игры. Игра с форой в этих видах игр практикуется только в неофициальных партиях.
В играх с форой в ладью сильный игрок имеет право рокироваться несуществующей ладьёй, перемещая только короля.

## Фора в го
В настольной игре го фора представляет собой некоторое количество камней, которые чёрные могут поставить на доску перед своим первым ходом (то есть, фактически, количество безответных ходов чёрных, которые те делают в начале партии). В зависимости от используемой системы правил форовые камни размещаются либо произвольно, либо в определённых правилами форовых пунктах. Система рангов игроков в го такова, что одному камню форы соответствует разница между двумя соседними разрядами игроков. Так, теоретически, игроки 1-го и 2-го дана будут играть на равных, если первый получит фору в один камень. В форовых турнирах победители определяются по набранным очкам, а очки за партию присуждаются в зависимости от того, насколько велика была фора (игрок, давший фору, получает за свой выигрыш больше очков, чем игрок, получивший фору, за свой). Кроме того, в го может применяться так называемая «турнирная фора»: играют без коми (в этом случае чёрные имеют некоторое преимущество) и более слабый игрок играет чёрными больше партий, чем белыми. При форе «чёрные-белые-чёрные» слабейший играет чёрными две из каждых трёх партий, при форе «чёрные-чёрные-чёрные» — играет только чёрными.

## Фора в сёги
В сёги тоже разработана система фор, позволяющая достаточно точно уравнять шансы соперников при практически любой разнице сил. Фора в сёги состоит в том, что после расстановки начальной позиции более сильный игрок снимает часть своих фигур и далее играет без них.
Шкала фор в зависимости от разницы разрядов играющих, рекомендованная Японской ассоциацией сёги для любителей:
- Разница в 1 разряд: слабейший игрок всегда ходит первым (игра без фуригомы). В силу отсутствия в сёги преимущества первого хода, разницы такая фора практически не создаёт.
- 2 разряда: L (более сильный игрок снимает левую стрелку).
- 3 разряда: B (слон).
- 4 разряда: R (ладья).
- 5 разрядов: RL (ладья и левая стрелка; «фора в полторы фигуры»).
- 6 разрядов: RB (ладья и слон; «фора в две фигуры»). Считается, что игрок, имеющий дан, должен выигрывать с такой форой 50 % партий против слабейших профессионалов.
- 7 разрядов: RBLL («фора в 4 фигуры»)
- 8 разрядов: RBLLNN («фора в 6 фигур»)

Для всех вышеперечисленных фор (даже для форы в 6 фигур) существует специальная, глубоко разработанная дебютная теория.
Также, для игр с новичками используются форы в 7 (RBLLNNS), 8, 9 и 10 фигур, но официальных партий с такими форами не проводится.
Существуют и другие шкалы фор: так, шкала, рекомендованная Хидэтчи, при форах до RL совпадает со шкалой NSR, а далее такова: фора в 2 фигуры — 6-7 разрядов, в 4 фигуры — 8-9 разрядов, в 6 фигур — 10 разрядов.
Действие фор на рейтингование партий в форовых турнирах ФЕСА, выраженное в разрядах, выглядит так:
| Фора                            | Действие |
| ------------------------------- | -------- |
| Право первого хода без фуригомы | 0.2      |
| Стрелка (левая)                 | 0.6      |
| Слон                            | 1.5      |
| Ладья                           | 2.1      |
| Ладья + левая стрелка           | 2.7      |
| 2 фигуры (ладья + слон)         | 3.6      |
| 4 фигуры (RBLL)                 | 5.0      |
| 5 фигур (RBLL + правый конь)    | 6.5      |
| 6 фигур (RBLLNN)                | 8.0      |